# Mencke
Mencke ist ein deutscher Familienname.

## Varianten
- Meinke, Menk, Menke, Menken, Menkes

## Namensträger
- August Mencke (1822–1861), deutscher Fotograf
- Bruno Mencke (1876–1901), deutscher Forschungsreisender
- Carl August Mencke (1776–1841), deutscher Kunsthandwerker, Vergolder und Holzbronzefabrikant
- Friedrich Felix Mencke (1811–1874), deutscher katholischer Priester, Domherr und Feldpropst
- Friedrich Otto Mencke (1708–1754), deutscher Jurist und Herausgeber
- Gottfried Ludwig Mencke der Ältere (1683–1744), deutscher Rechtswissenschaftler und Hochschullehrer
- Gottfried Ludwig Mencke der Jüngere (1712–1762), deutscher Rechtswissenschaftler und Hochschullehrer
- Helmut Mencke (1944–2018), deutscher Ingenieur und Mosaizist
- Henrich Mencke (1677–1727), deutscher Orgelbauer
- Herfried Mencke (1944–2022), deutscher Komponist, Organist und Kantor
- Johann Burckhardt Mencke (Pseudonym Philander von der Linde; 1674–1732), deutscher Verleger und Herausgeber
- Johann Caspar Ludwig Mencke (1752–1795), deutscher Rechtswissenschaftler
- Leonhard Ludwig Mencke (1711–1762), deutscher Rechtswissenschaftler
- Lüder Mencke (1658–1726), deutscher Rechtswissenschaftler
- Martin Mencke (* 1966), deutscher Theologe und Hochschullehrer
- Otto Mencke (1644–1707), deutscher Gelehrter
- Rudolf Mencke (1843–1918), deutscher Jurist, Präsident des Landgerichts Wiesbaden